# Ajantā
Ajanta —o mejor Ajantā— es el nombre de una localidad de la India en el distrito de Aurangabad, estado federado de Maharashtra. La localidad es célebre mundialmente por sus 29 grutas artificiales pintadas y esculpidas inicialmente para el culto budista a partir del siglo II a. C.
La aldea de Ajanta tiene una población de pocos miles de habitantes y la ciudad importante más cercana es Jalna a unos 75 km de distancia.
El célebre complejo monumental, llamado en marathí अजिंठा-वेरूळची लेणी y declarado Patrimonio de la Humanidad por la Unesco en 1983, es un típico vihara en el cual destacan los frescos y otras pinturas parietales rupestres. Tales obras de arte fueron descubiertas para Occidente en 1819 y adornan a monasterios y santuarios excavados en las rocas entre el siglo II a. C. y el siglo VIII d. C. Entre estas se destacan las que representan las reencarnaciones del Buda, llamadas jataka, y episodios de su vida. Las más célebres corresponden al llamado Ciclo de Ajanta, realizadas durante el periodo de apogeo del arte gupta y la época postgupta.

## Características generales
Las entradas de las grutas están situadas en una hondonada boscosa en el centro de los montes Indhyagiri y a unos 5 km de la localidad de Ajanta. Fueron descubiertas en 1819 por soldados británicos durante una partida de caza. Al fondo de la hondonada o pequeño valle corre el pequeño río Vaghorā, un torrente de montaña que forma una serie de cascadas cuyos rumores han de haber sido constantemente oídos por quienes habitaron las grutas. Tales grutas han sido excavadas sobre la pared más abrupta de la hondonada y se escalonan en una decena y una cuarentena de metros a lo largo del lecho del torrente, tales grutas se entrecruzan partiendo desde el fondo de la roca siguiendo así un modelo arquitectural bastante utilizado en el arte de la India.
Las mismas grutas están clasificadas en dos categorías; aquellas que servían de refugio los monjes durante la estación de las lluvias (el monzón) y aquellas que servían principalmente como salas de asamblea y plegaria. La primera de estas categorías estaban habitualmente constituidas con un largo pasadizo o porche, actualmente desaparecido, recubierto por una techumbre sostenida por pilares, y tras el pasadizo un hall de 10 u 11 m por 7 m. A izquierda y derecha y hacia el fondo se ubican las celdas excavadas en la roca; frecuentemente en sus entradas hay en un nicho una imagen tallada de Buda. Por su parte las salas de asamblea penetran más profundamente en la roca, con cada sala llegando a tener una longitud de 14 m.
En lo concerniente a su antigüedad, estas grutas se clasifican en tres grupos: las construcciones más antiguas (n.° 8, 12, 13, 15a, 9 y 10) datan del periodo que va desde el siglo II al siglo I a. C., es decir, de tiempos de la dinastía Shātavāhana que reinó en la India Central; el segundo grupo data desde el siglo III a fines del s. V durante la dinastía de los Vākātaka, y el tercero de entre  fines del siglo VI y fines del siglo VIII (dinastía de los Chalukya de Vātāpi). La mayor parte de los muros interiores de las grutas están cubiertos por pinturas al fresco de calidades diversas. Algunas de estas pinturas no poseen fechado; sin embargo un estudio de los motivos representados permite tener una idea bastante aproximada de su periodo de concepción y así clasificarlas cronológicamente.
En la época de su descubrimiento para los occidentales (1817-19) las pinturas tenían un buen estado de conservación, pero luego se han degradado mucho, particularmente a causa de los efectos del turismo masivo. Las grutas 1, 2, 16 y 17 ofrecen aún un aspecto semejante al que podían ofrecer en tiempos de su esplendor. La obra The painting in the Buddhist cave temples of Ajanta (1896), escrita e ilustrada por John Griffiths entonces director de la Bombay School of Arts, permite tener una idea de su estado antes de la degradación actual. Tal obra es de un valor inestimable, ya que ofrece una gran noción del arte pictórico indio antes de la «contrarreforma» hinduista.
Ajantā ha sido un monasterio y una universidad. El monje y viajero budista chino Xuanzang relata que Dignāga, el  filósofo autor de célebres libros de lógica, residió allí. En su apogeo el lugar dio alojamiento a numerosos centenares de personas, docentes y alumnos incluidos.

## Galería

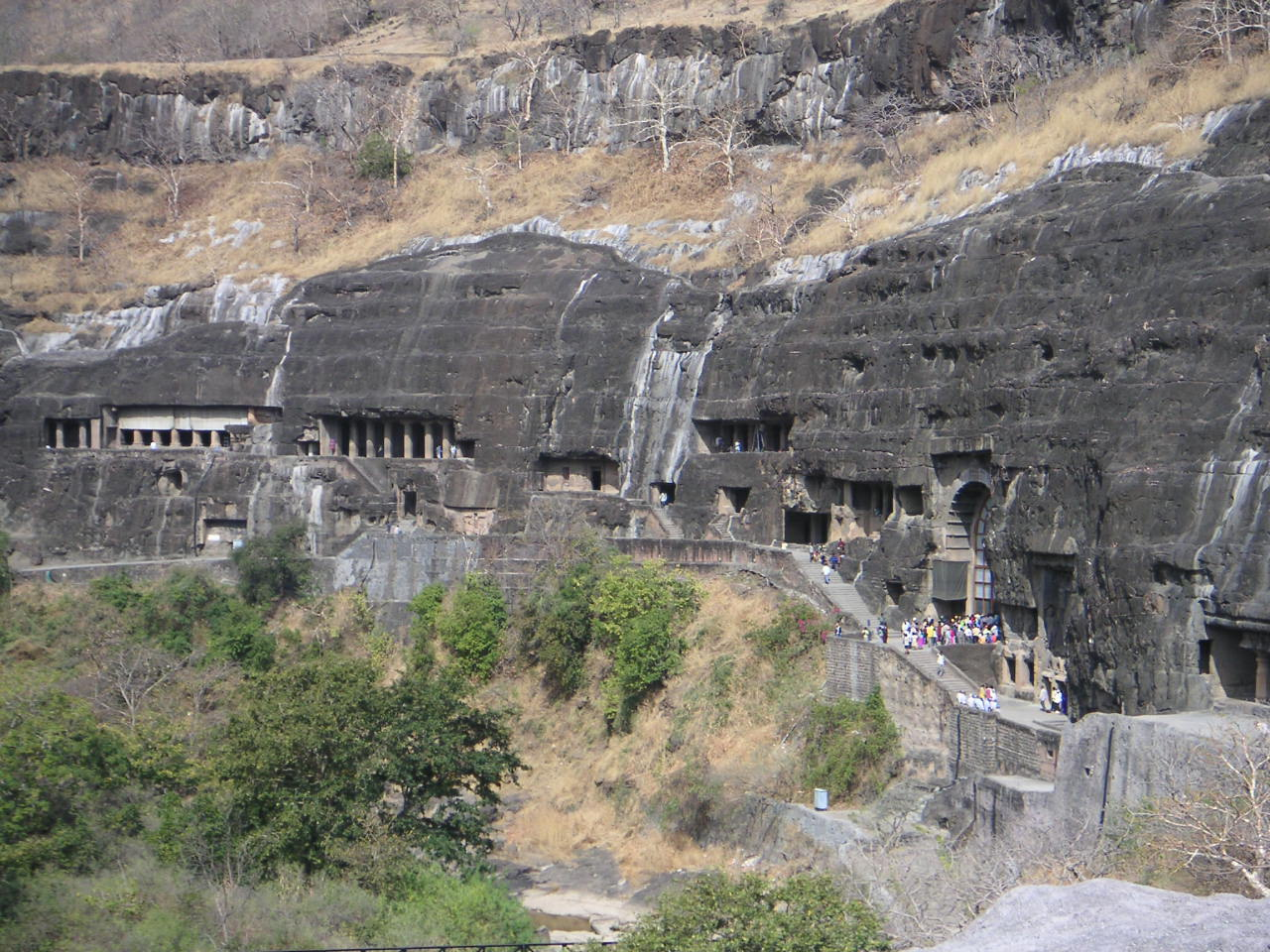
Cuevas de Ajanta.
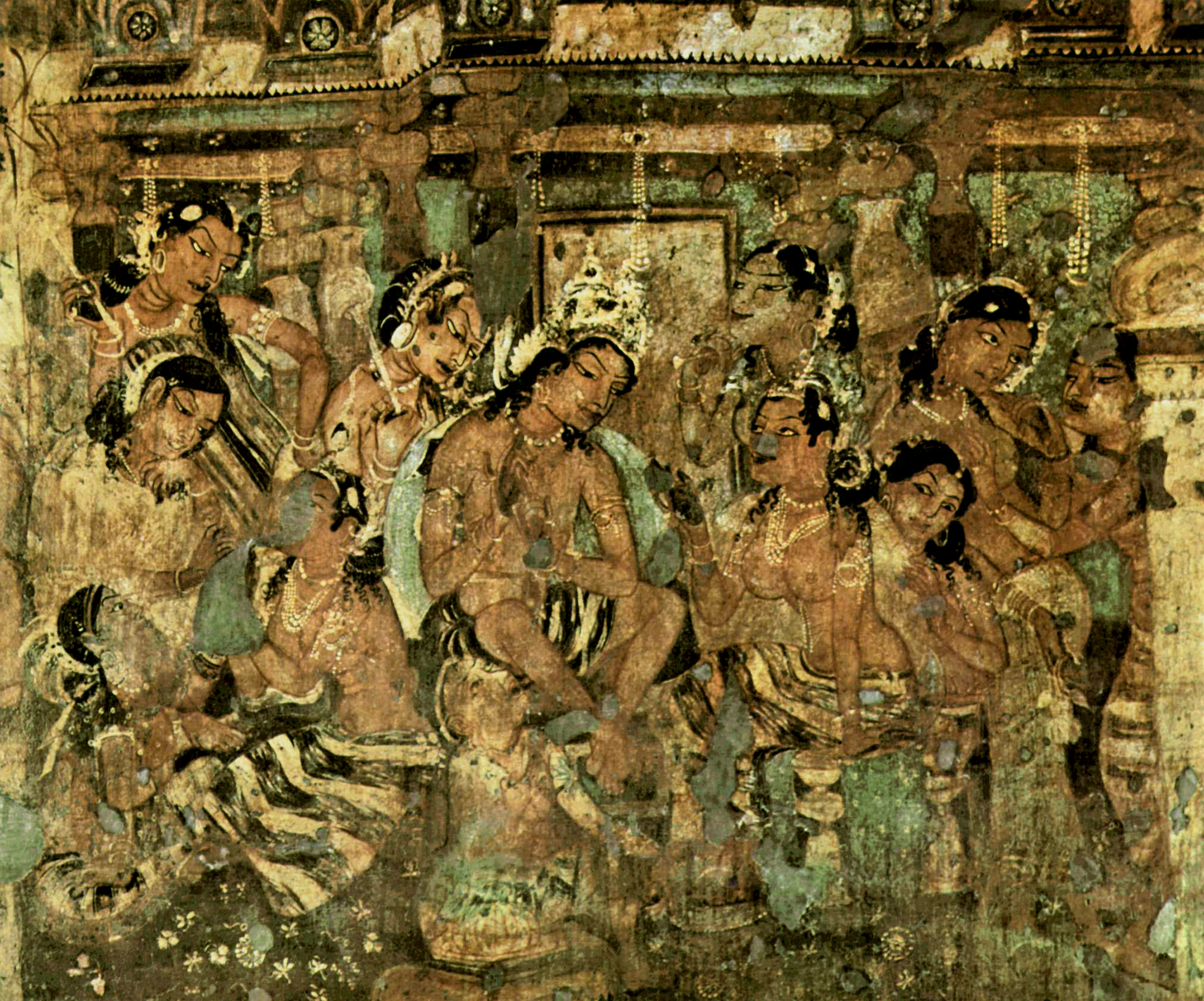
Representaciones de las Jataka en el Ciclo de Ajanta.
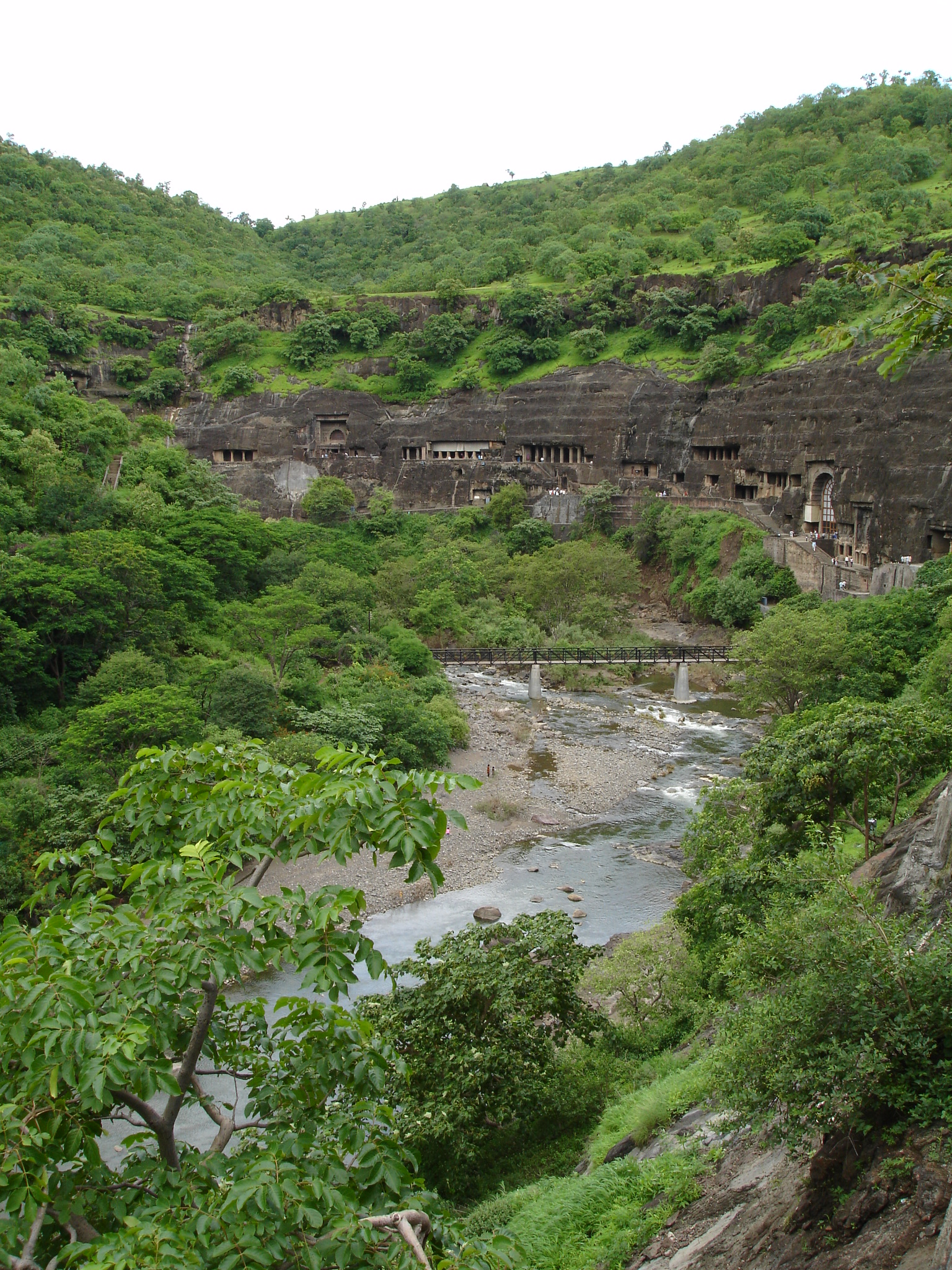
Chaitya de Ajanta, vista de la oficina de tickets.
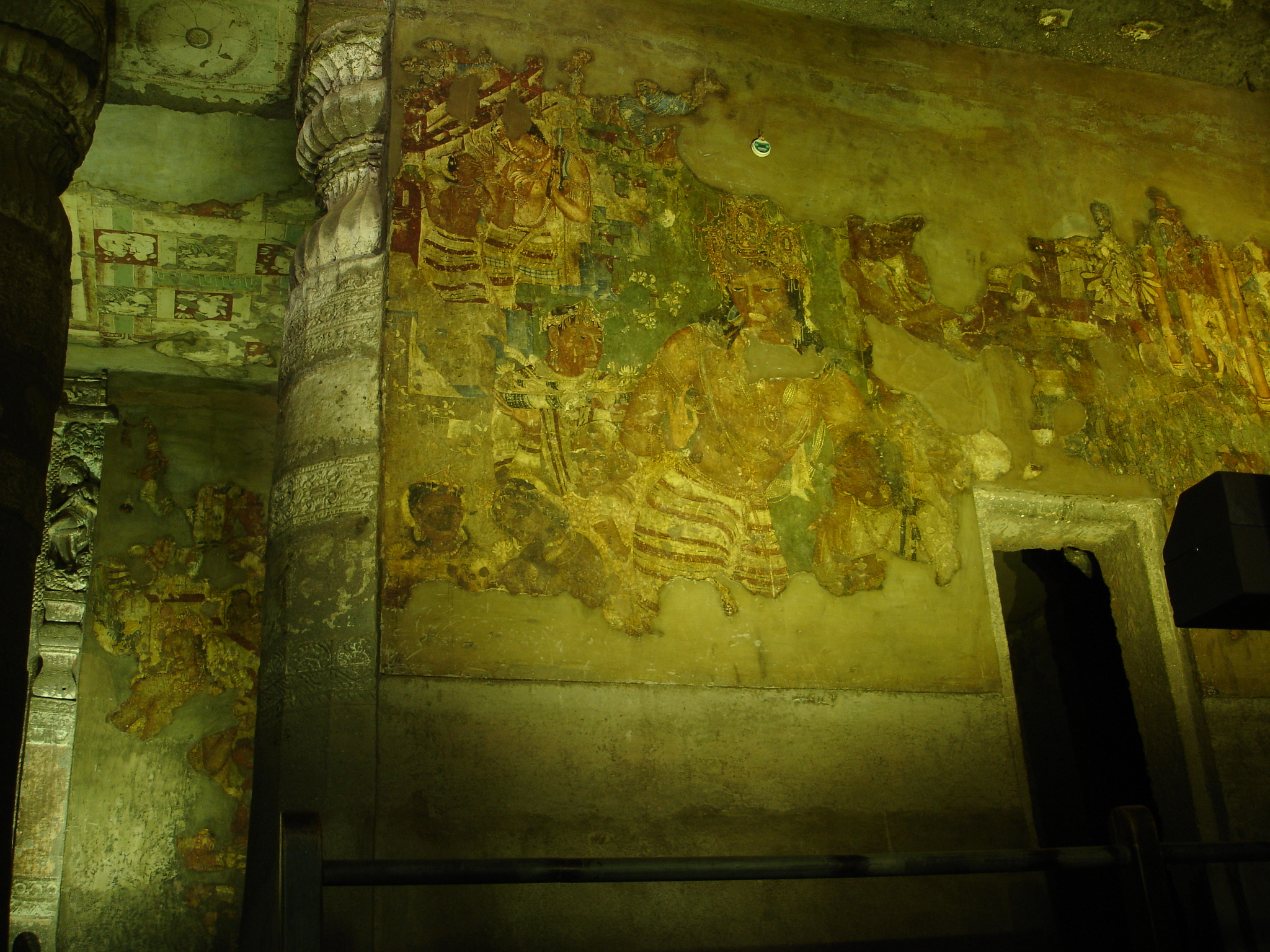
Pintura en la chaitya número 1.
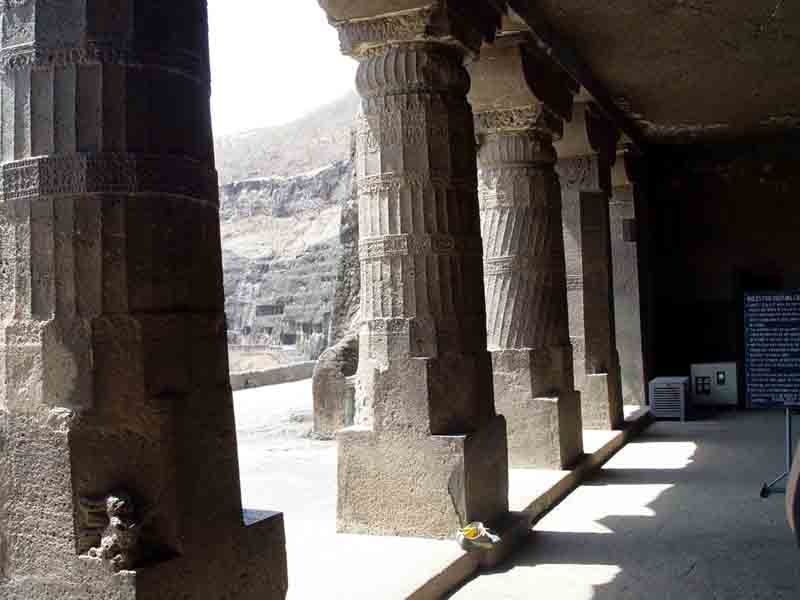
Cueva 1.
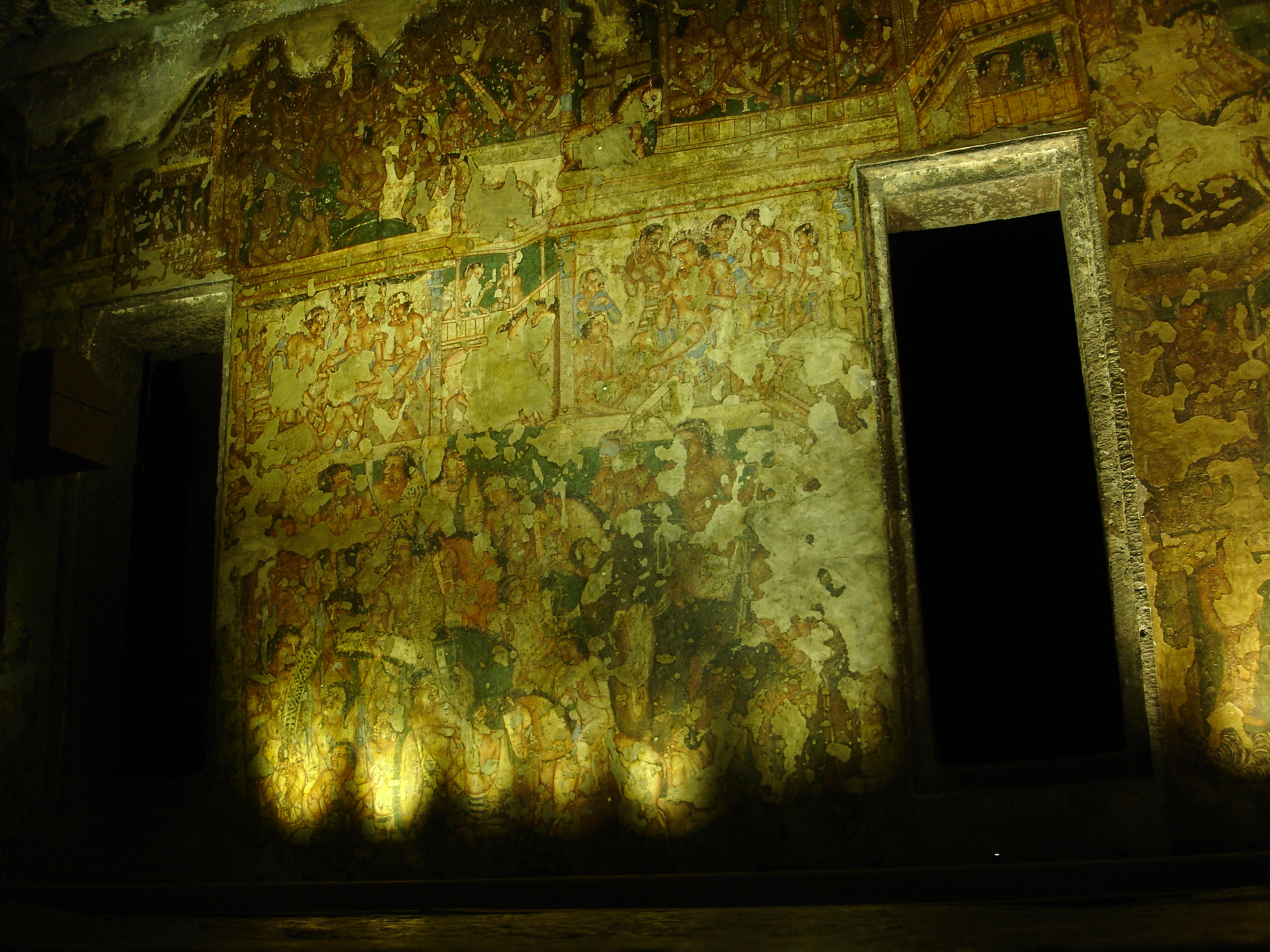
Pintura en la chaitya número 2.
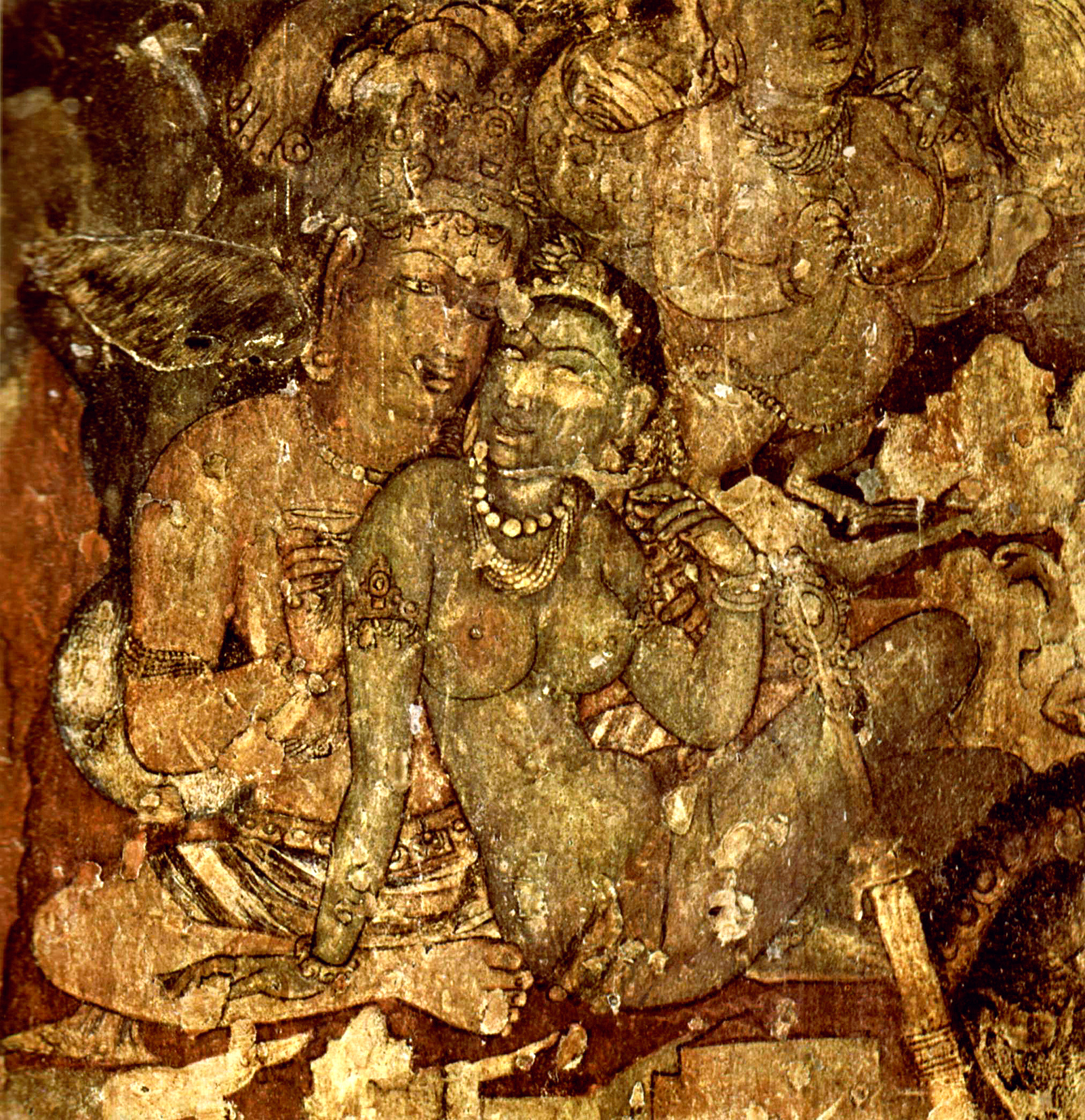
Pinturas de la chaitya de Ajanta.
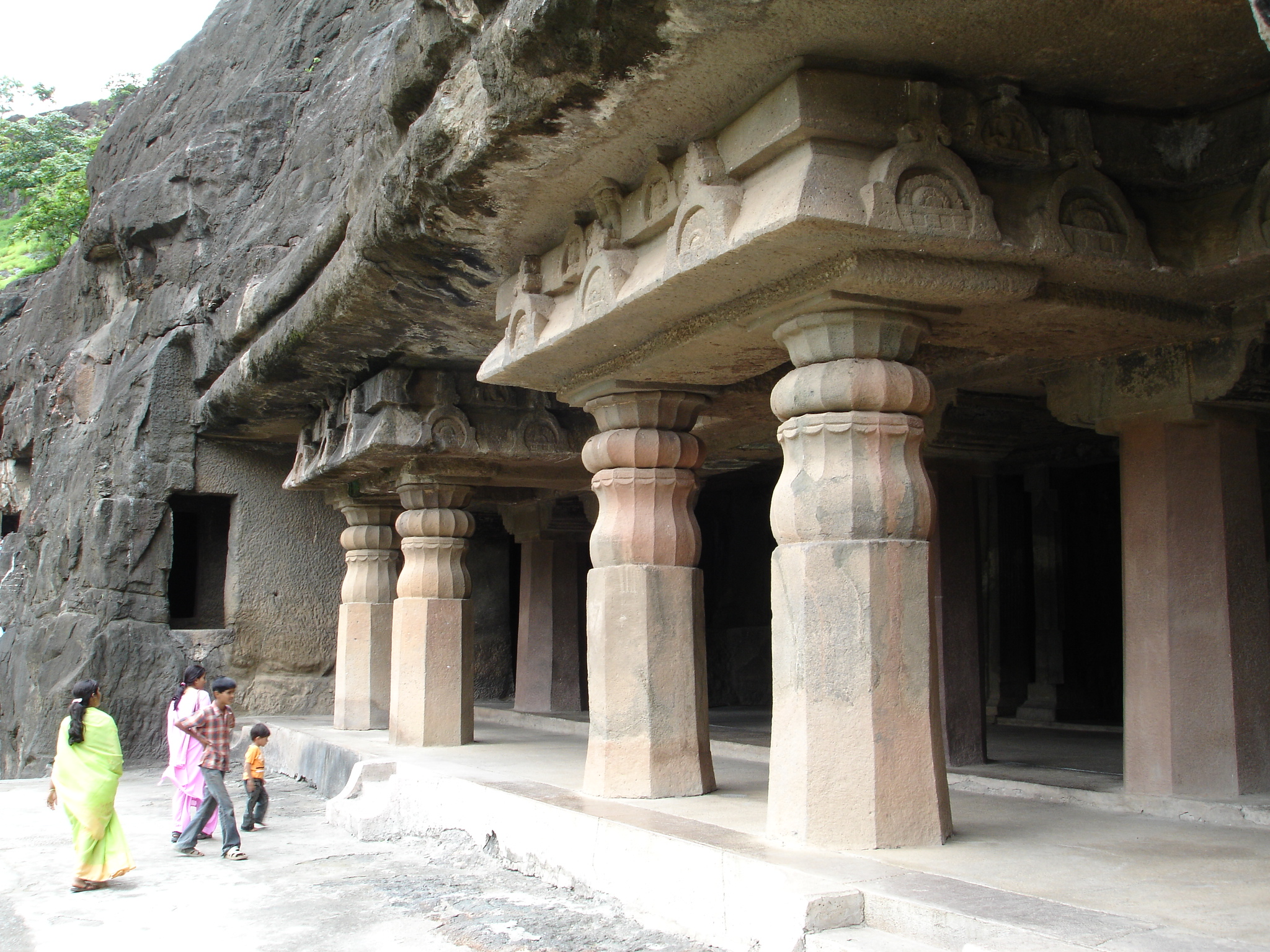
Una de las entradas de la chaitya de Ajanta.
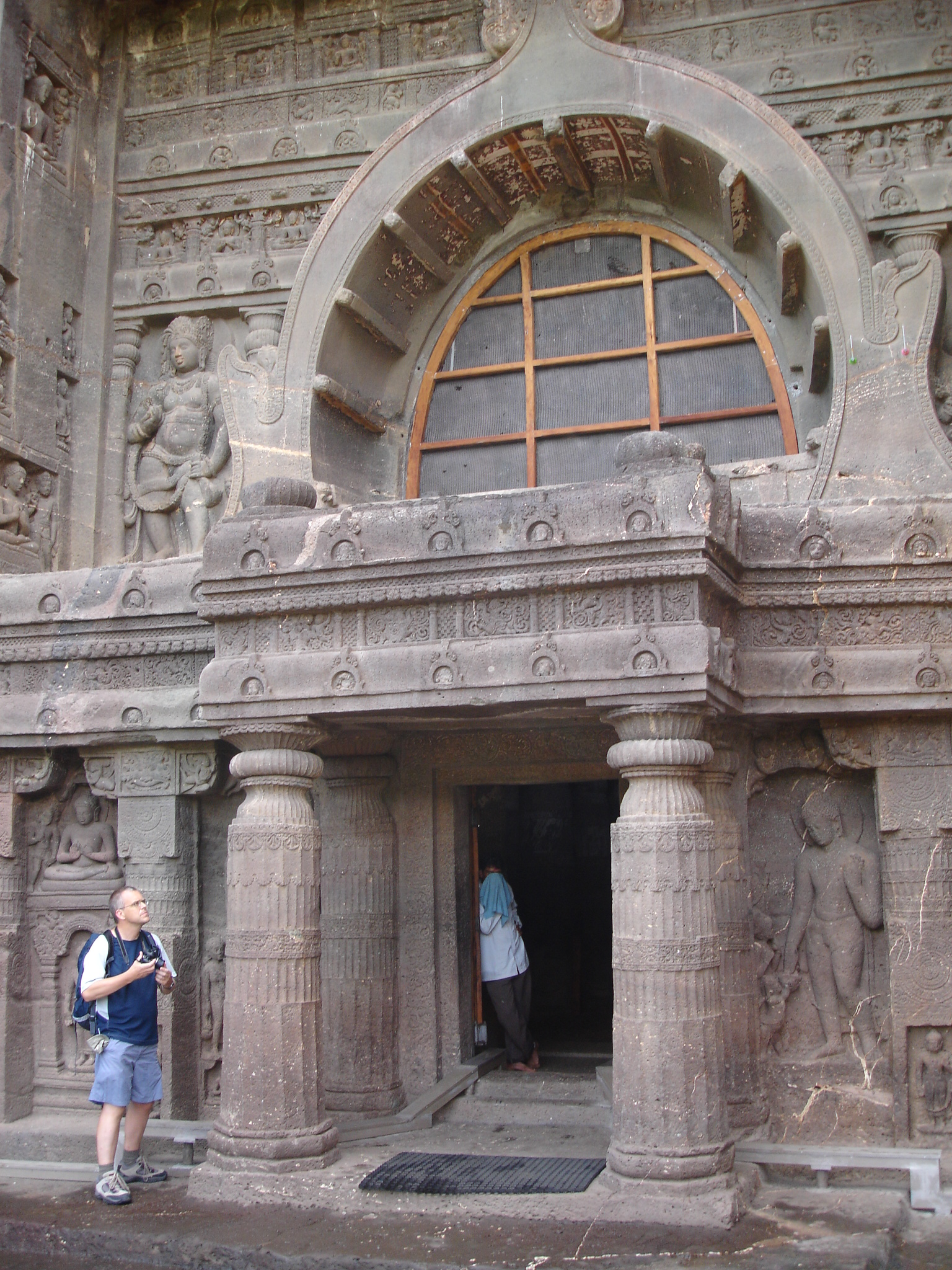
Entradas a la chaitya de Ajanta.
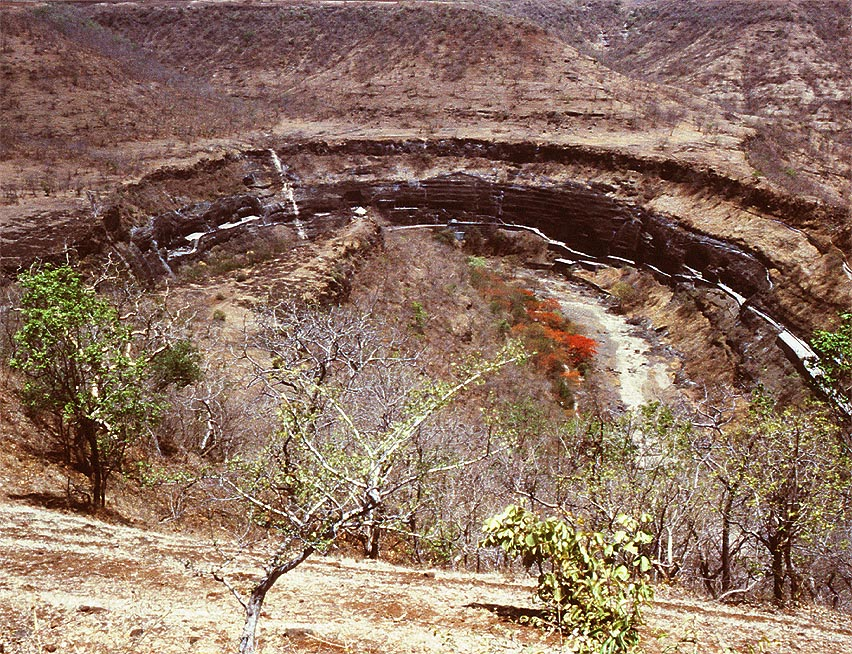
Vista aérea del lugar.
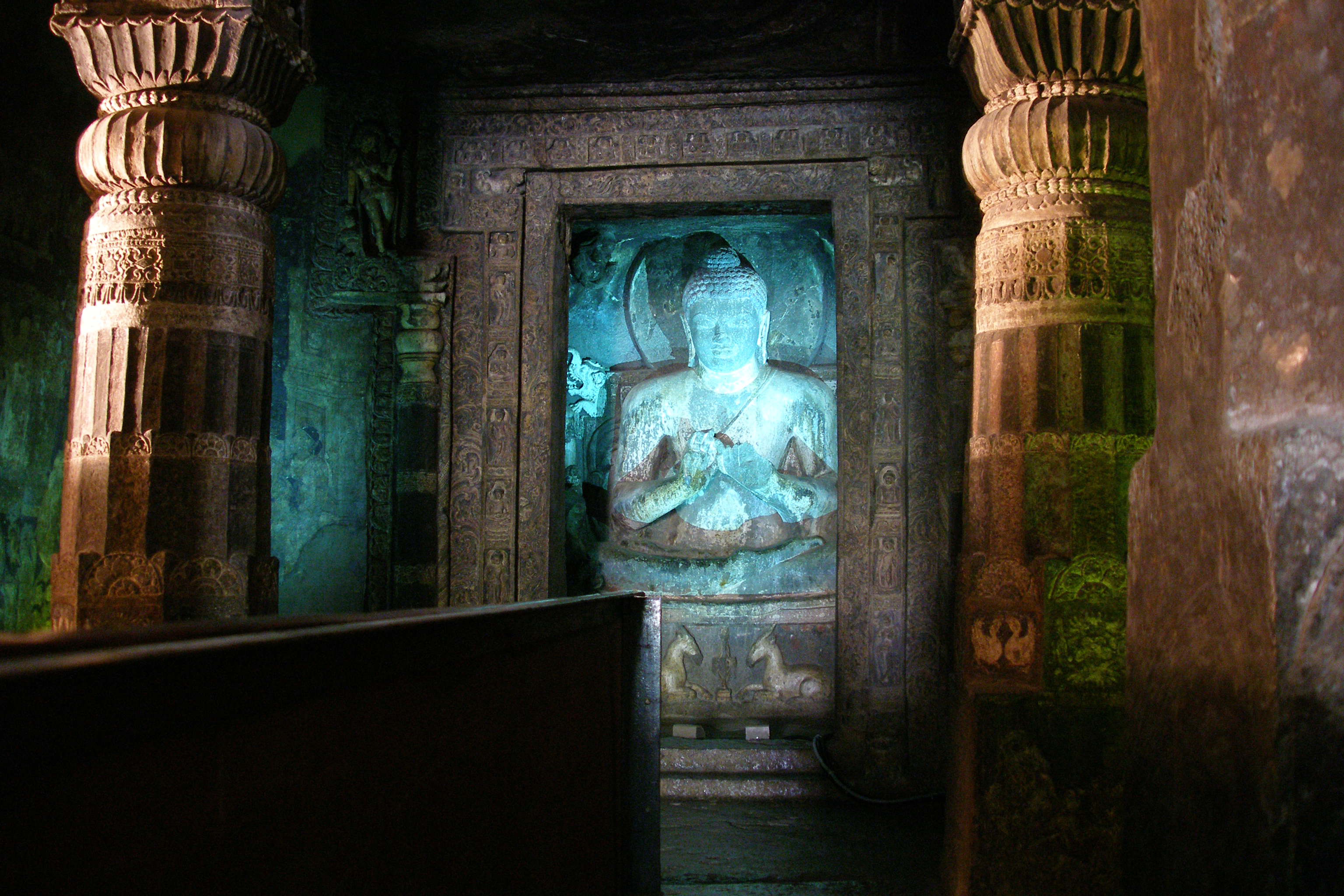
Vista  interior.
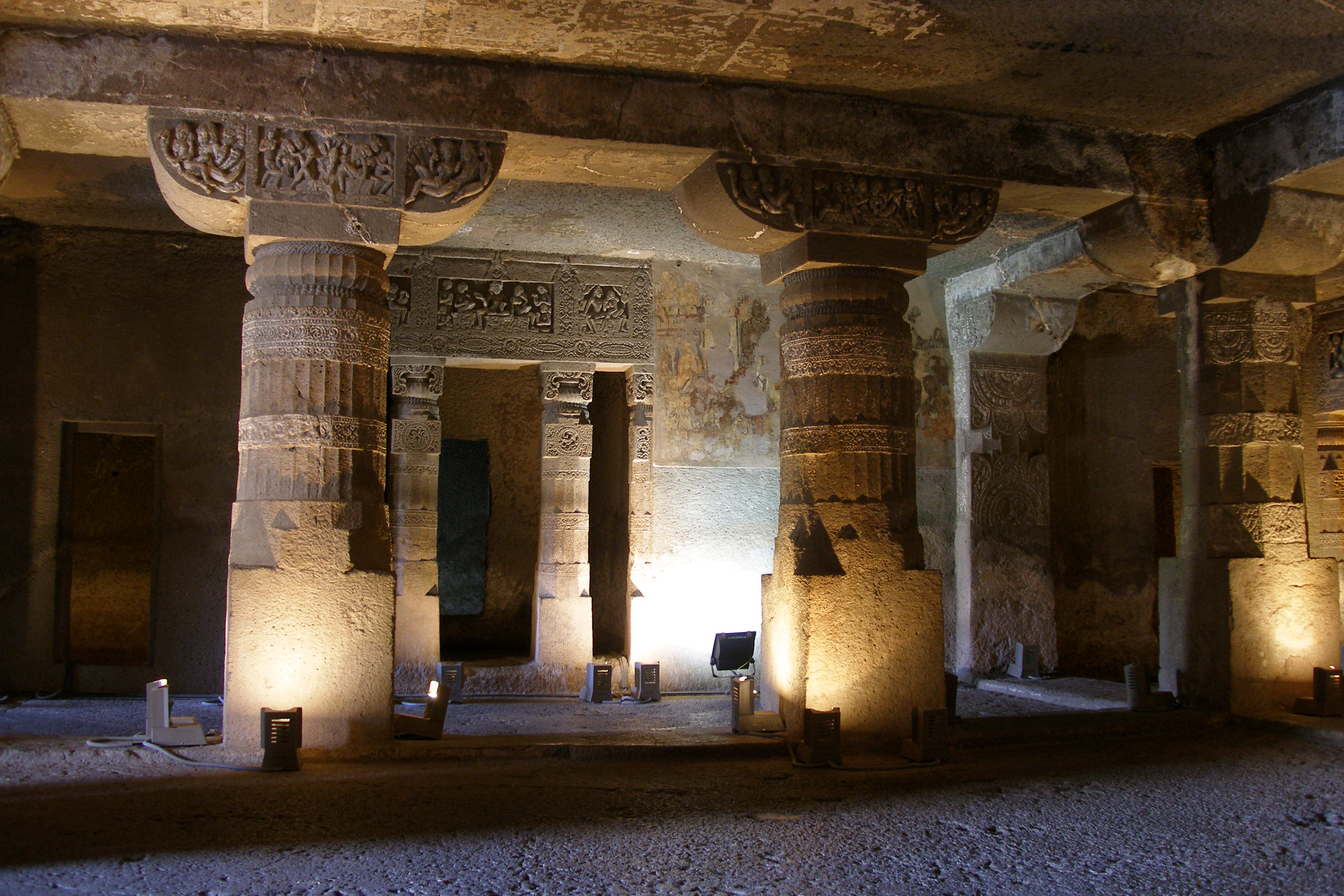
Vista interior.
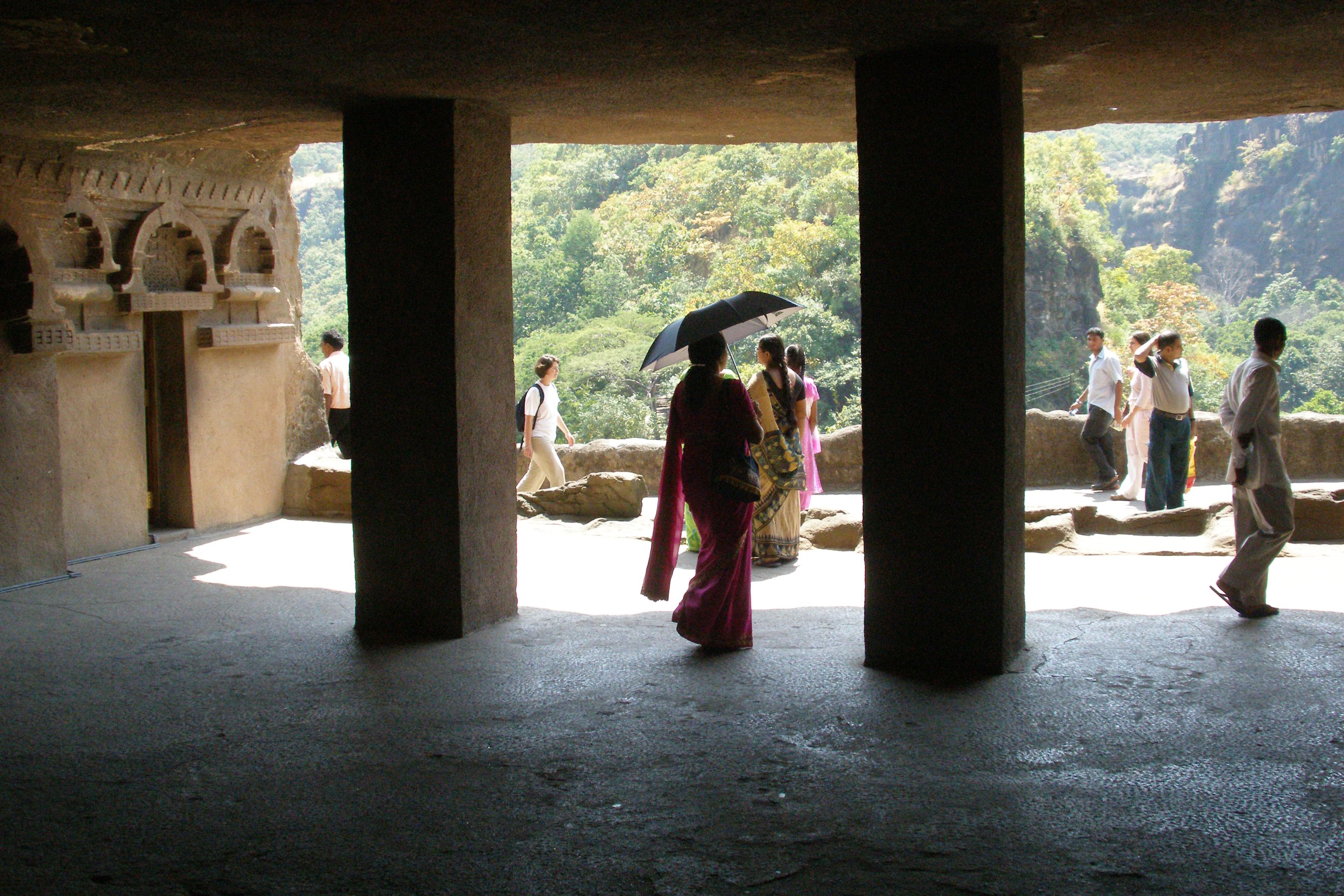
Cueva.
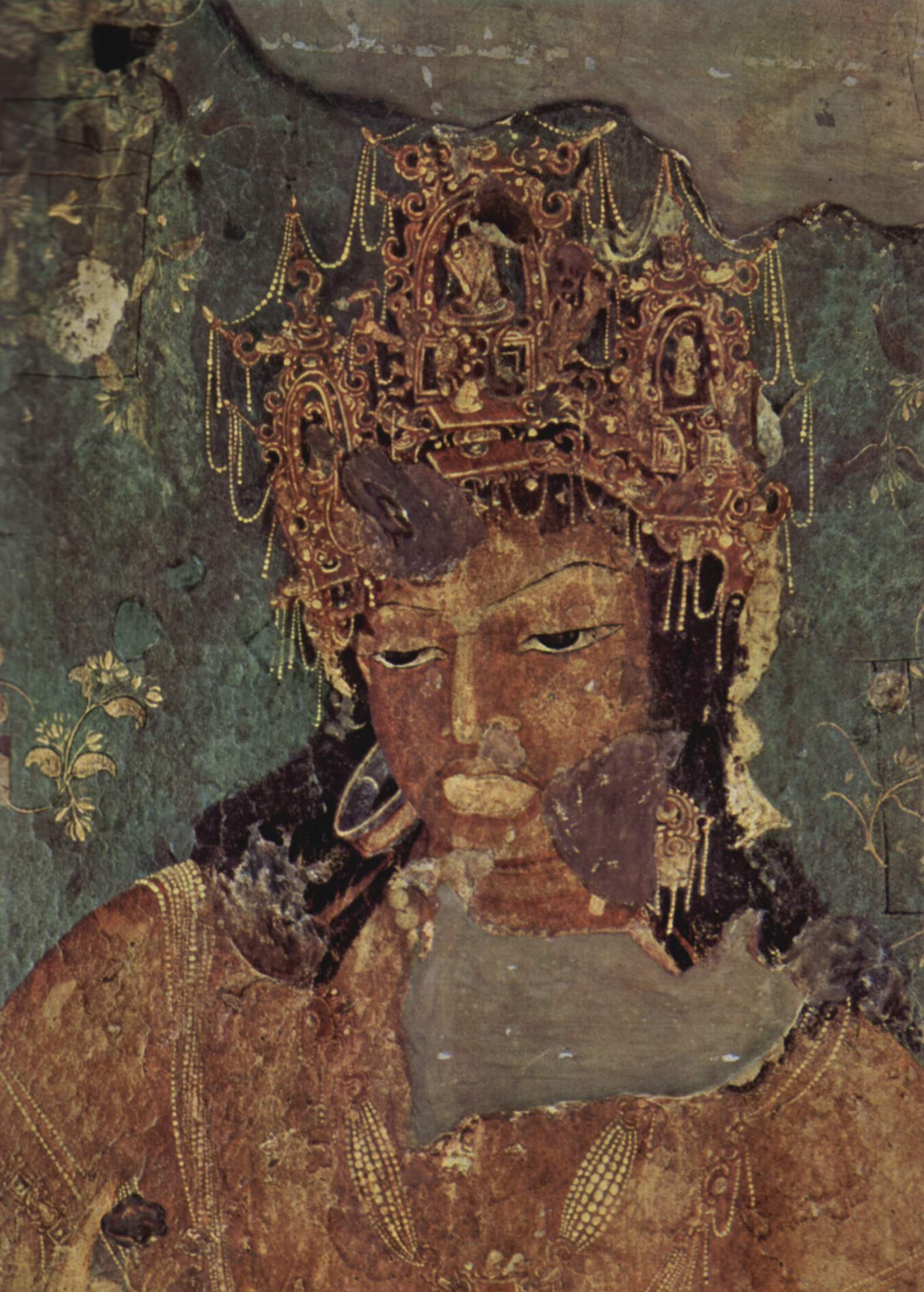
Fresco.
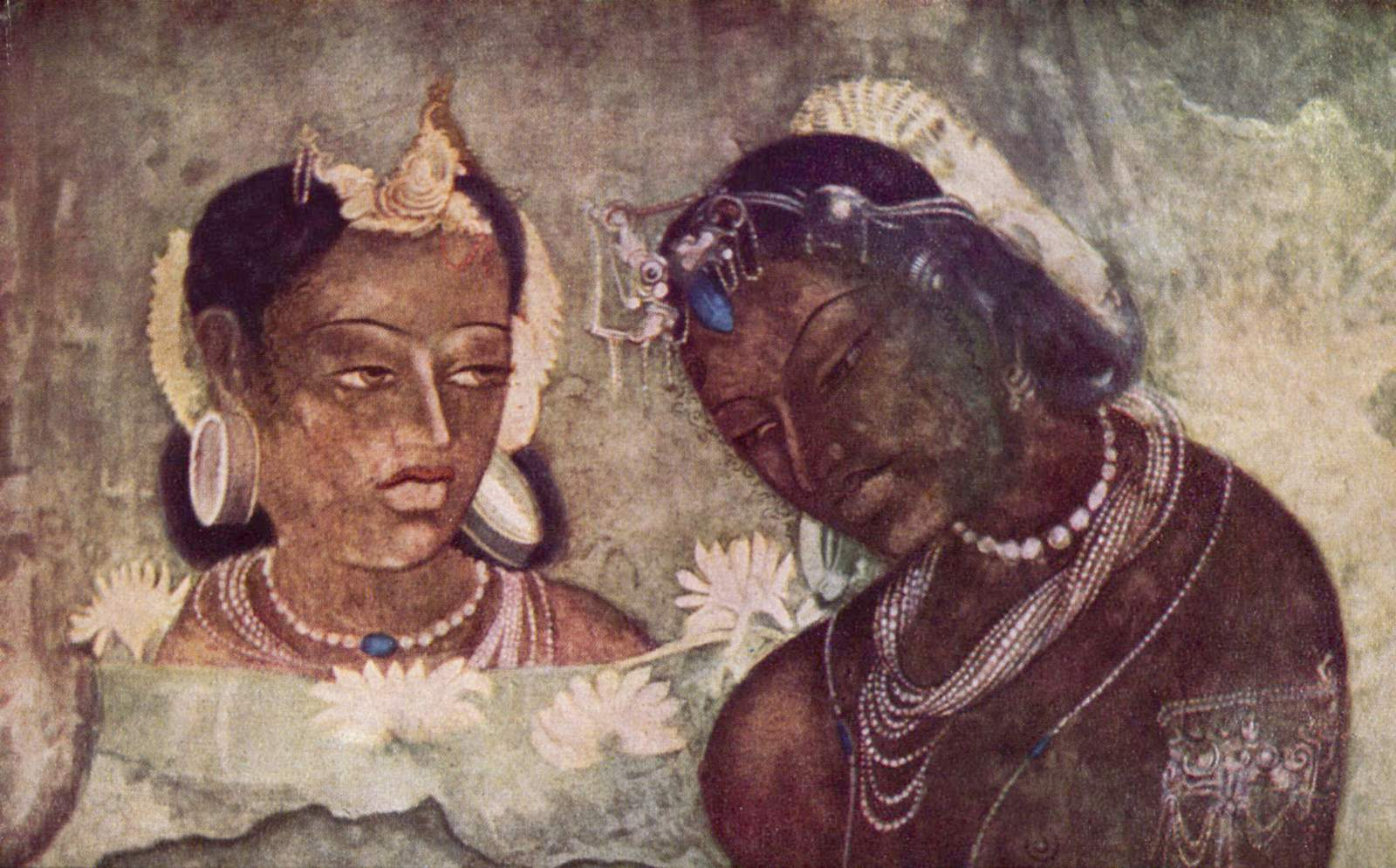
Fresco.
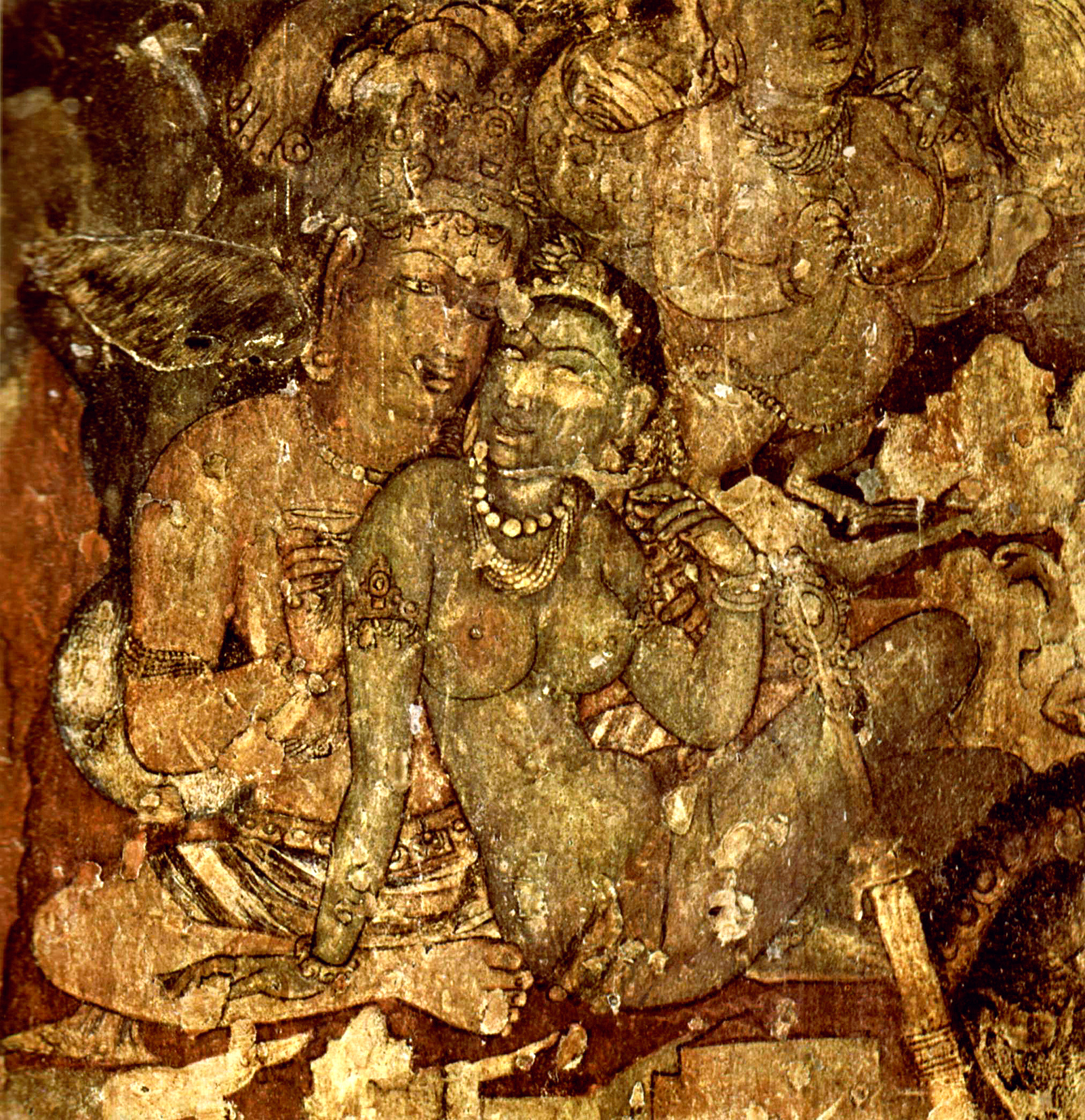
Fresco.